# Lélia Abramo
Lélia Abramo (São Paulo, 8 febbraio 1911 – São Paulo, 9 aprile 2004) è stata un'attrice, politica e attivista brasiliana, nata da una famiglia di origini italiane.

## Biografia
Trascorse la giovinezza in Italia, allora governata da Benito Mussolini, maturando, al pari dei genitori e dei tanti fratelli, una forte avversione per il fascismo. Rientrata in Brasile, fondò insieme ad altri attivisti il Partido dos Trabalhadores  e fino all'età di 47 anni fu impegnata politicamente, dopodiché si accostò alla recitazione. Lavorò tantissimo in teatro, ma anche al cinema e nelle telenovelas, tra cui Redenção e Pão-Pão, Beijo-Beijo, diffusa in Italia col titolo Mamma Vittoria, coincidente col nome del personaggio assegnatole benché la protagonista fosse in realtà la nipote Bruna (interpretata da Elizabeth Savalla). Divenuta presidentessa del sindacato degli artisti, contrastò energicamente la dittatura militare, in nome della libertà di espressione.
Morì ultranovantenne nel 2004 per un'embolia polmonare:   la stessa causa di decesso, otto anni prima, del nipote Perseu Abramo, uno dei fondatori dell'Università di Brasilia, anch'egli antifascista impegnato in politica. Lélia Abramo lasciò un libro di memorie, Vida e arte, pubblicato nel 1997.